# Khar-Zukha
Khar-Zukha (en rus: Хар-Зуха) és un poble (un possiólok) de Calmúquia, a Rússia, segons el cens del 2012 tenia 107 habitants. Pertany al districte municipal d'Ikí-Burul.